# 蓮船寺

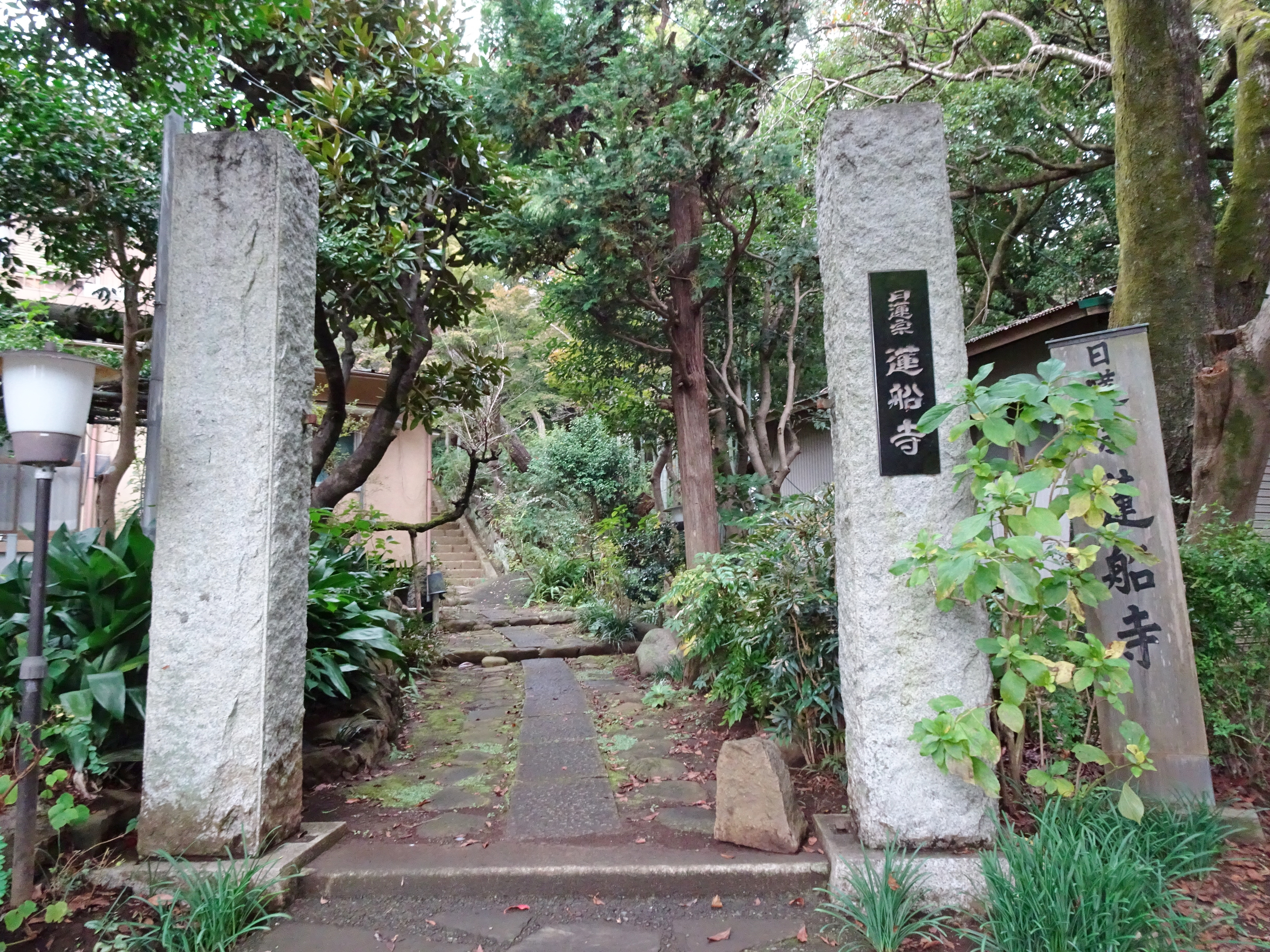
蓮船寺山門

蓮船寺（れんせんじ）は、神奈川県小田原市城山にある寺院。小田原七福神の一つ大黒天を祀る。山号は惺雄山。旧本山は比企谷妙本寺。境内地に隣接し戦国時代の城郭の遺跡である小峰大堀切がある。 
城山には大久寺、法授寺、浄永寺等がある。

## 歴史
永正2年（1505年）北条氏規の家臣井出内匠正によって蓮行院日船の開山で相模国足柄下郡小田原領板橋村（現在の小田原市板橋見附付近）に創建される。寛永5年（1628年）客殿が完成したことがわかる。元禄16年11月23日（1703年12月31日）元禄地震によって諸堂が全壊する。享保13年（1728年）頃、河内狭山藩家老井出半左衛門信當によって中興される。大正12年（1923年）9月1日関東大震災により全壊する。昭和10年（1935年）までに再建されるが、昭和35年（1960年）東海道新幹線建設工事によって現在地に移転される。

## 境内
- 本堂

## 歴代
- 蓮行院日船

## 交通
東海道線・小田急小田原線ほか 小田原駅下車 徒歩25分程